# Urosigalphus avocadoae
Urosigalphus avocadoae är en stekelart som beskrevs av Gibson 1972. Urosigalphus avocadoae ingår i släktet Urosigalphus och familjen bracksteklar. Inga underarter finns listade i Catalogue of Life.